# Montebourg
 Montebourg  es una población y comuna francesa, en la región de Baja Normandía, departamento de Mancha, en el distrito de Cherbourg-Octeville. Es la cabecera y mayor población del cantón de su nombre.

## Demografía
| 1542 | 1577 | 1827 | 2026 | 2039 | 1956 | 2052 | 2022 |
| Para los censos de 1962 a 1999 la población legal corresponde a la población sin duplicidades (Fuente: INSEE [Consultar]) |      |      |      |      |      |      |      |

## Hermanamiento
- Aquisgrán-Walheim
- Sturminster Newton, Dorset, England
- Saint Saviour (Guernsey)

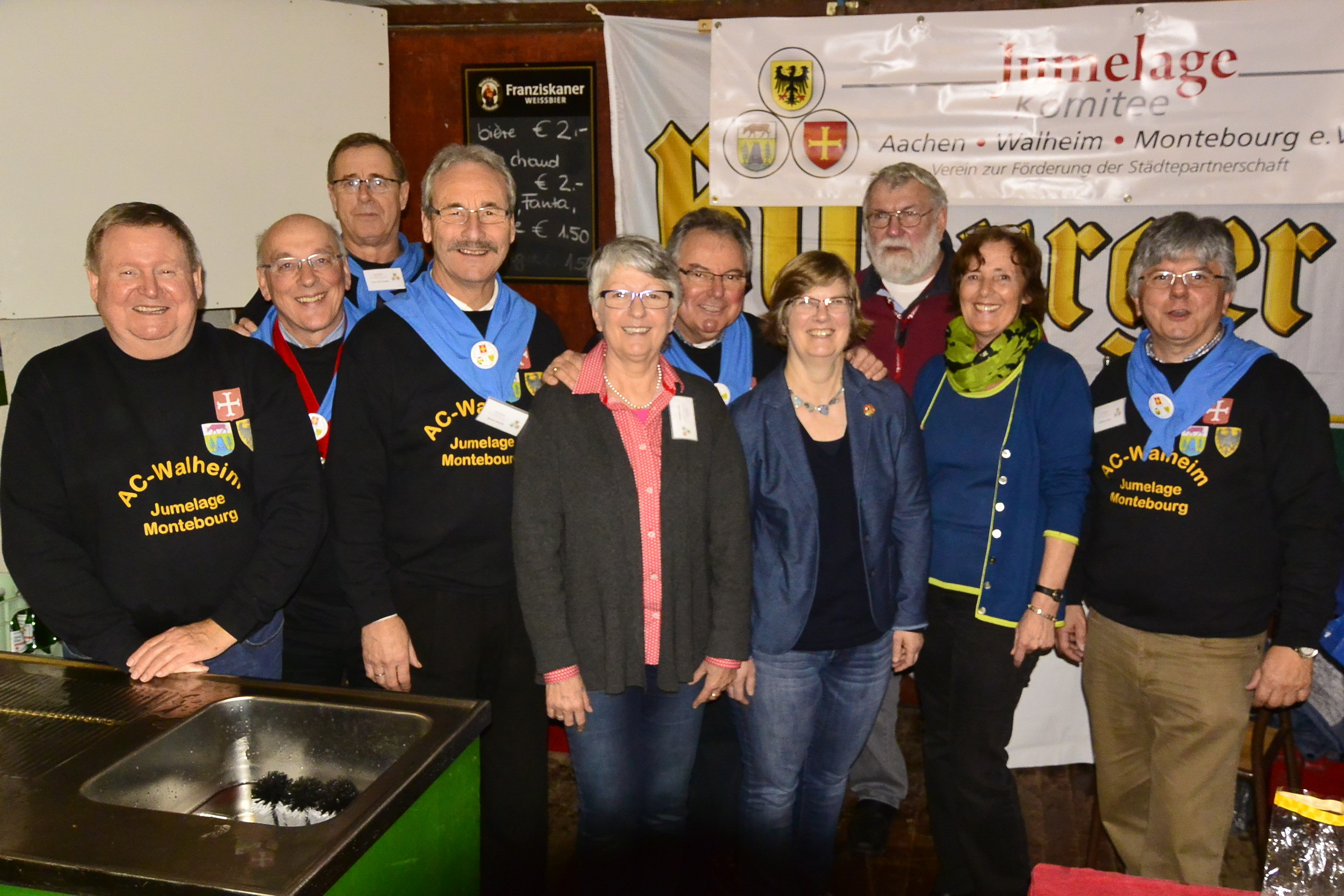
Archivo:Montebourg,_Jumelage,_Aachen-Walheim.jpgAquisgrán Partnership Committee
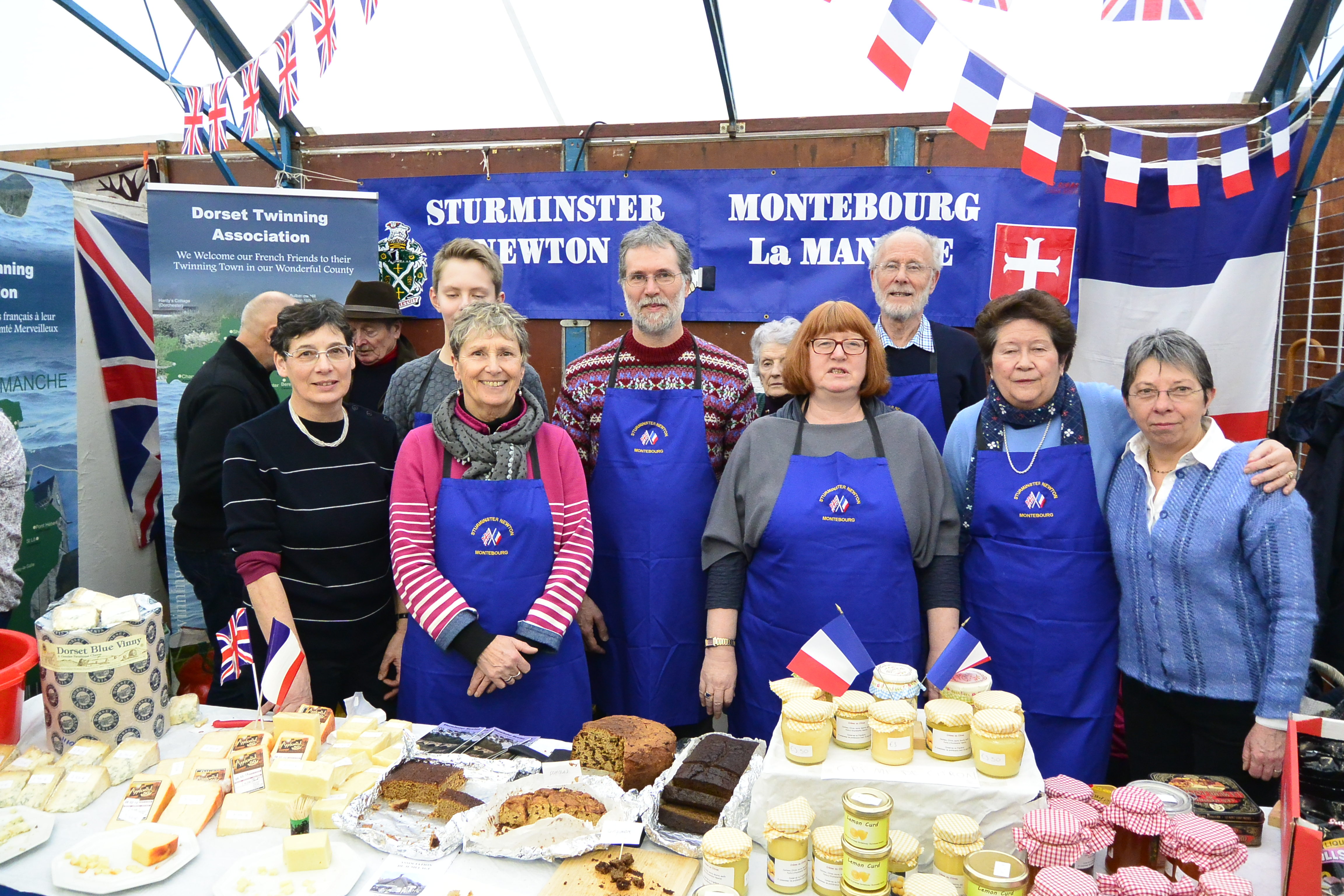
Archivo:Montebourg,_Jumelage,_Sturminster_Newton.jpgSturminster Newton Partnership Committee
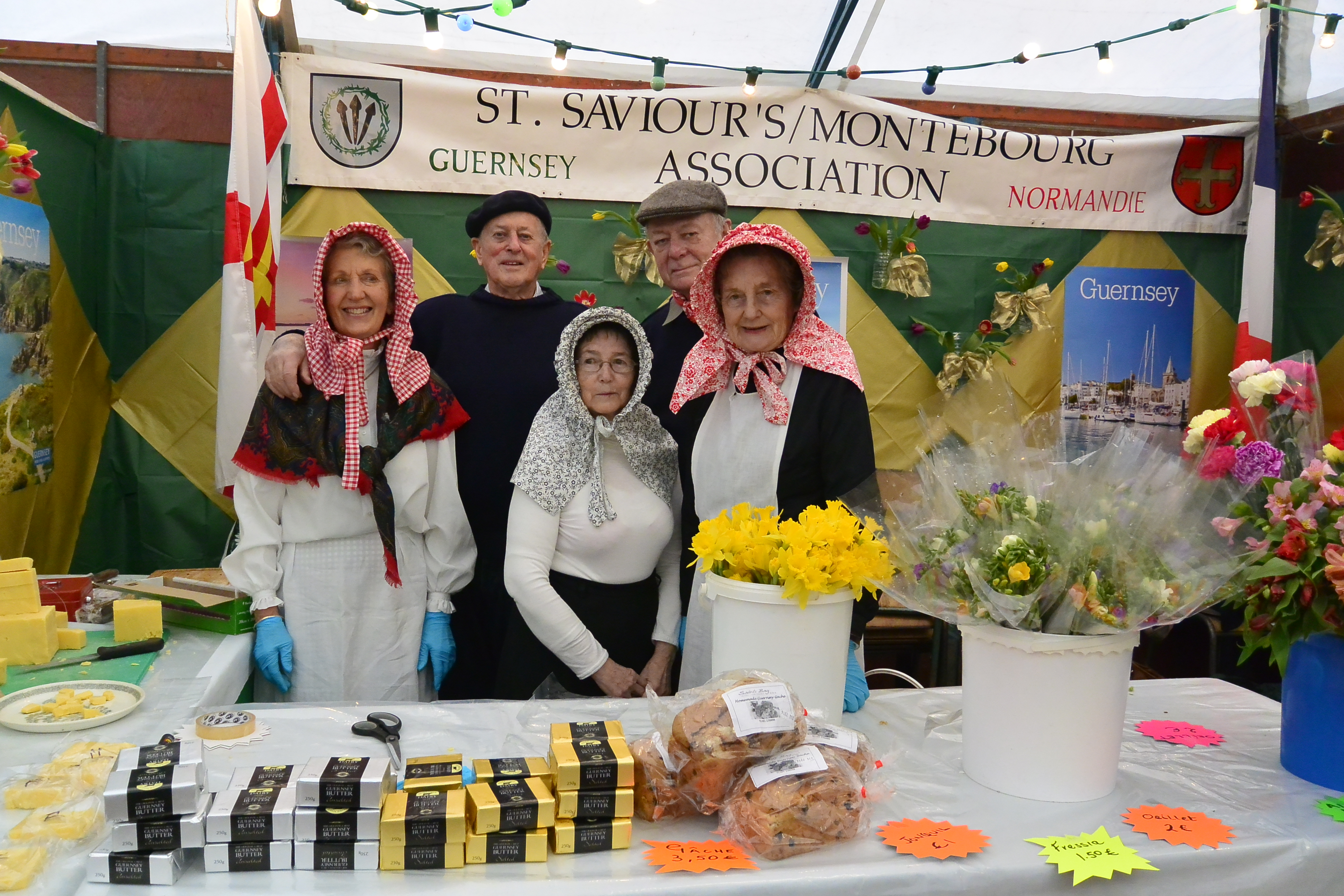
Archivo:Montebourg,_Jumelage,_Saint_Saviour.jpgSaint Saviour Partnership Committee